# Breaking Hearts
| 전문가 평가   | 전문가 평가 |
| 평가 점수     | 평가 점수   |
| 출처          | 점수        |
| ------------- | ----------- |
| AllMusic      | [ 2 ]       |
| Rolling Stone | [ 3 ]       |

《Breaking Hearts》는 1984년 6월 18일에 발매된 영국의 음악가 엘튼 존의 열여덟 번째 스튜디오 음반이다. 이 음반에는 존, 데이비 존스톤, 디 머리, 나이절 올슨 4인조가 수록된다. 음반에는 〈Sad Songs (Say So Much)〉 (미국 5위), 〈Who Wears These Shoes〉 (미국 16위), 〈In Neon〉 (미국 38위), 그리고 영국 5위 히트곡 〈Passengers〉의 4곡의 톱 40 싱글이 들어 있었다.

## 배경
이번 음반은 고전 "엘튼 존 밴드" 라인업의 모든 (핵심) 멤버들이 악기를 연주하는 마지막 음반이 될 것이다(그러나 그들은 재결합하여 존의 Reg Strikes Back 음반에 백 보컬을 제공할 것이다). 1992년 피부암으로 사망할 디 머리의 베이스가 수록된 존의 스튜디오 음반 중 마지막이었고, 드럼에 나이절 올슨이 수록된 2001년 《Songs from the West Coast》까지는 마지막 스튜디오 음반이었다. 존이 혼자서 작업실에서 피아노와 건반을 모두 연주한 것도 마지막이었다. 앞으로 모든 음반에는 백업 키보드 연주자가 있을 것이다.
《Breaking Hearts》는 어떤 트랙에도 현악기나 호른 부분이 수록되지 않은 《Victim of Love》 이후 첫 음반이기도 했다. 이 음반은 레이 쿠퍼(비공식 멤버)가 전혀 기여하지 않은 존의 고전 밴드를 단 2장의 음반 중 하나로, 1973년 발표한 《Don't Shoot Me I'm Only the Piano Player》이다. 투어가 끝난 직후 밴드 라인업이 바뀌고 존의 전 프로듀서인 거스 더전이 다음 두 장의 음반을 프로듀싱을 하게 된다. 미국에서는 1984년 9월에 골드를, 1998년 8월에 미국 음반 산업 협회에 의해 플래티넘 인증을 받았다.

## 곡 목록
모든 곡들은 특별한 언급이 없는 한 엘튼 존과 버니 토핀에 의해 작사/작곡하였다.
| #  | 제목                                           | 재생 시간 |
| -- | ---------------------------------------------- | --------- |
| 1. | 〈Restless〉                                   | 5:17      |
| 2. | 〈Slow Down Georgie (She's Poison)〉           | 4:10      |
| 3. | 〈Who Wears These Shoes?〉                     | 4:04      |
| 4. | 〈Breaking Hearts (Ain't What It Used to Be)〉 | 3:34      |
| 5. | 〈Li'l 'Frigerator〉                           | 3:37      |

| #  | 제목                                                        | 재생 시간 |
| -- | ----------------------------------------------------------- | --------- |
| 1. | 〈Passengers (존, 토핀, 데이비 존스톤, 피니어스 메카이즈)〉 | 3:24      |
| 2. | 〈In Neon〉                                                 | 4:19      |
| 3. | 〈Burning Buildings〉                                       | 4:02      |
| 4. | 〈Did He Shoot Her?〉                                       | 3:21      |
| 5. | 〈Sad Songs (Say So Much)〉                                 | 4:55      |

## 인증
| 국가                       | 인증     | 판매량/출하량 |
| -------------------------- | -------- | ------------- |
| 오스트레일리아 (ARIA)      | 플래티넘 | 70,000^       |
| 뉴질랜드 (RMNZ)            | 플래티넘 | 15,000^       |
| 스페인 (PROMUSICAE)        | 골드     | 50,000^       |
| 스위스 (IFPI 스위스)       | 골드     | 25,000^       |
| 영국 (BPI)                 | 골드     | 240,000       |
| 미국 (RIAA)                | 플래티넘 | 1,000,000^    |
| ^출하량을 기반으로 한 인증 |          |               |